# Hautefeuille (Seine-et-Marne)
Pour les articles homonymes, voir Hautefeuille.
Hautefeuille (prononcé [o.t̪(ə).ˈfœj]) est une commune française située dans le département de Seine-et-Marne en région Île-de-France.

## Géographie

### Localisation
Ce village rural est situé à l'est de Paris à environ 51 km par la route, de la porte de Charenton.

### Communes limitrophes
| Guérard                | La Celle-sur-Morin | Faremoutiers |
| Mortcerf               | Hautefeuille       |              |
| Lumigny-Nesles-Ormeaux |                    | Pézarches    |

### Géologie et relief
Le territoire communal présente	un faible relief. Les rus ne le marquent que peu. Une dépression se trouve au centre du territoire communal, dans lequel s'est implanté le village. L'altitude de la commune varie de 111 mètres à 126 mètres pour le point le plus haut, le centre du bourg se situant à environ 118 mètres d'altitude (mairie). Elle est classée en zone de sismicité 1, correspondant à une sismicité très faible.

### Hydrographie

#### Réseau hydrographique

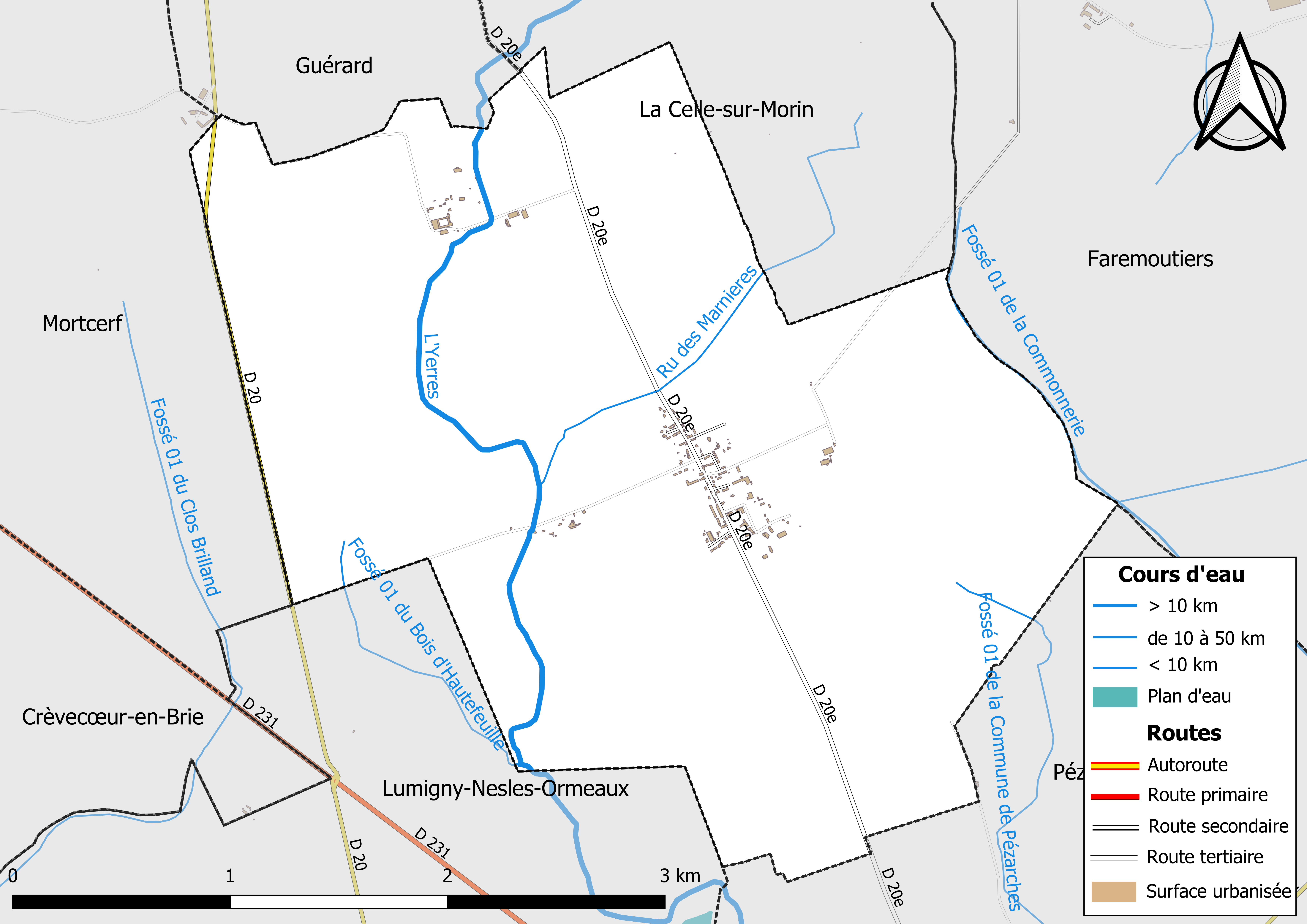
Carte des réseaux hydrographique et routier d'Hautefeuille.

Le réseau hydrographique de la commune se compose de cinq cours d'eau référencés :
- l’Yerres, rivière longue de 98,23 km[4] affluent en rive droite de la Seine ;
  - le fossé 01 de la Commonnerie ou ru de la Poix, 5,55 km[5] et ;
  - le fossé 01 de la Commune de Pézarches, 2,92 km[6], et ;
  - le ru des Marnières, 2,70 km[7], et ;
  - le fossé 01 du Bois d'Hautefeuille, 1,51 km[8], affluents de l’Yerres.

La longueur totale des cours d'eau sur la commune est de 6,35 km.

#### Gestion des cours d'eau
Afin d’atteindre le bon état des eaux imposé par la Directive-cadre sur l'eau du 23 octobre 2000, plusieurs outils de gestion intégrée s’articulent à différentes échelles : le SDAGE, à l’échelle du bassin hydrographique, et le SAGE, à l’échelle locale. Ce dernier fixe les objectifs généraux d’utilisation, de mise en valeur et de protection quantitative et qualitative des ressources en eau superficielle et souterraine. Le département de Seine-et-Marne est couvert par six SAGE, au sein du bassin Seine-Normandie.
La commune fait partie du SAGE « Yerres », approuvé le 13 octobre 2011. Le territoire de ce SAGE correspond au bassin versant de l’Yerres, d'une superficie de 1 017 km2, parcouru par un réseau hydrographique de 450 kilomètres de long environ, répartis entre le cours de l’Yerres et ses affluents principaux que sont : le ru de l'Étang de Beuvron, la Visandre, l’Yvron, le Bréon, l’Avon, la Marsange, la Barbançonne, le Réveillon. Le pilotage et l’animation du SAGE sont assurés par le syndicat mixte pour l’Assainissement et la Gestion des eaux du bassin versant de l’Yerres (SYAGE), qualifié de « structure porteuse ».

### Climat
Pour des articles plus généraux, voir Climat de l'Île-de-France et Climat de Seine-et-Marne.
En 2010, le climat de la commune est de type climat océanique dégradé des plaines du Centre et du Nord, selon une étude du CNRS s'appuyant sur une série de données couvrant la période 1971-2000. En 2020, Météo-France publie une typologie des climats de la France métropolitaine dans laquelle la commune est exposée à un climat océanique altéré et est dans la région climatique Nord-est du bassin Parisien, caractérisée par un ensoleillement médiocre, une pluviométrie moyenne régulièrement répartie au cours de l’année et un hiver froid (3 °C).
Pour la période 1971-2000, la température annuelle moyenne est de 10,6 °C, avec une amplitude thermique annuelle de 15,2 °C. Le cumul annuel moyen de précipitations est de 736 mm, avec 11,4 jours de précipitations en janvier et 8 jours en juillet. Pour la période 1991-2020, la température moyenne annuelle observée sur la station météorologique la plus proche, située sur la commune de Mouroux à 8 km à vol d'oiseau, est de 11,3 °C et le cumul annuel moyen de précipitations est de 721,3 mm,. Pour l'avenir, les paramètres climatiques de la commune estimés pour 2050 selon différents scénarios d'émission de gaz à effet de serre sont consultables sur un site dédié publié par Météo-France en novembre 2022.

### Milieux naturels et biodiversité

#### Réseau Natura 2000

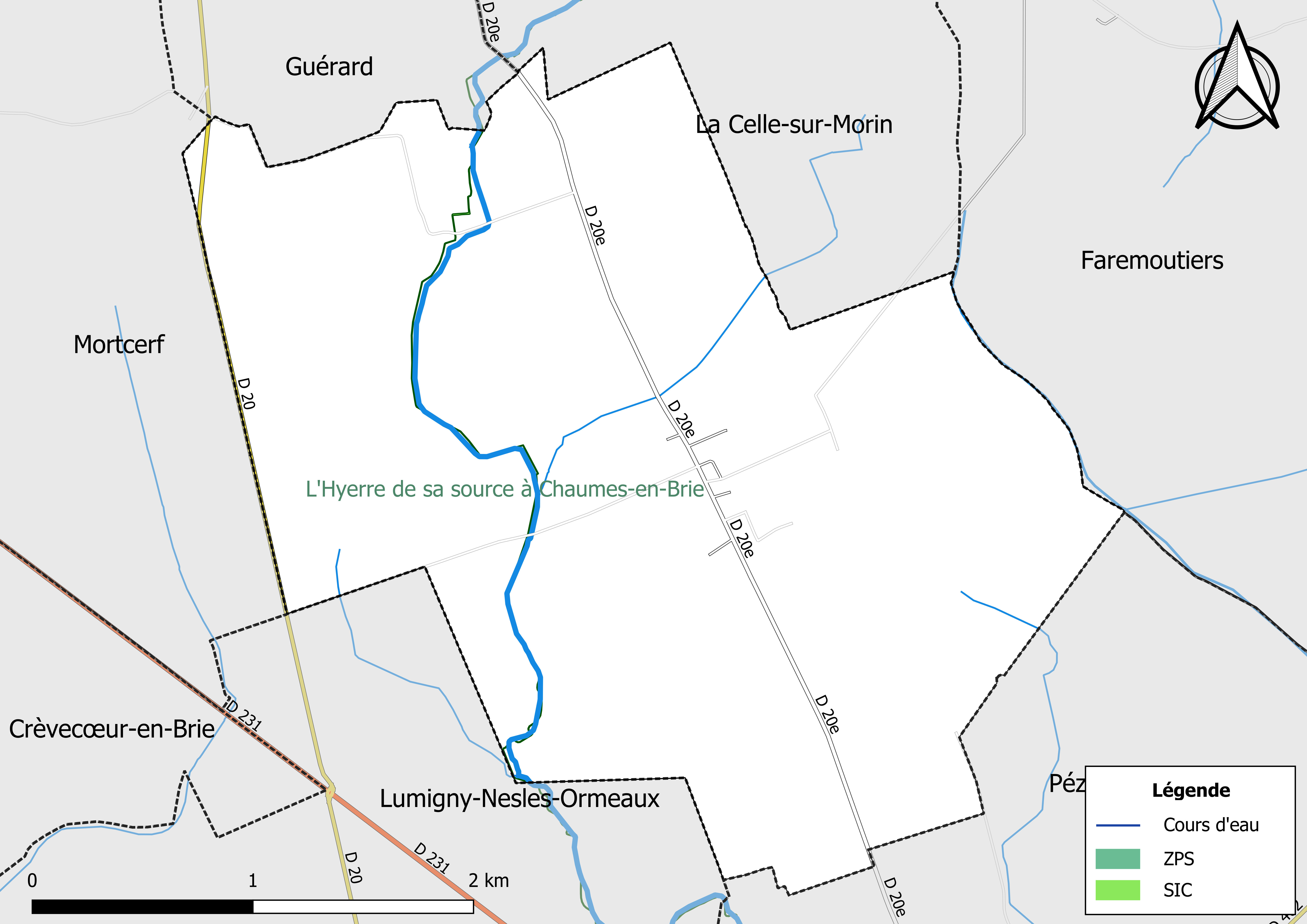
Sites Natura 2000 sur le territoire communal.

Le réseau Natura 2000 est un réseau écologique européen de sites naturels d’intérêt écologique élaboré à partir des Directives « Habitats » et « Oiseaux ». Ce réseau est constitué de Zones spéciales de conservation (ZSC) et de Zones de protection spéciale (ZPS). Dans les zones de ce réseau, les États Membres s'engagent à maintenir dans un état de conservation favorable les types d'habitats et d'espèces concernés, par le biais de mesures réglementaires, administratives ou contractuelles.
Un site Natura 2000 a été défini sur la commune au titre de la « directive Habitats », :
- « L'Yerres de sa source a Chaumes-en-Brie », d'une superficie de 18 ha, un tronçon de 40 km de l'Yerres qui héberge une faune piscicole et une végétation aquatique devenues rares en Ile-de-France[21],[22].

#### Zones naturelles d'intérêt écologique, faunistique et floristique

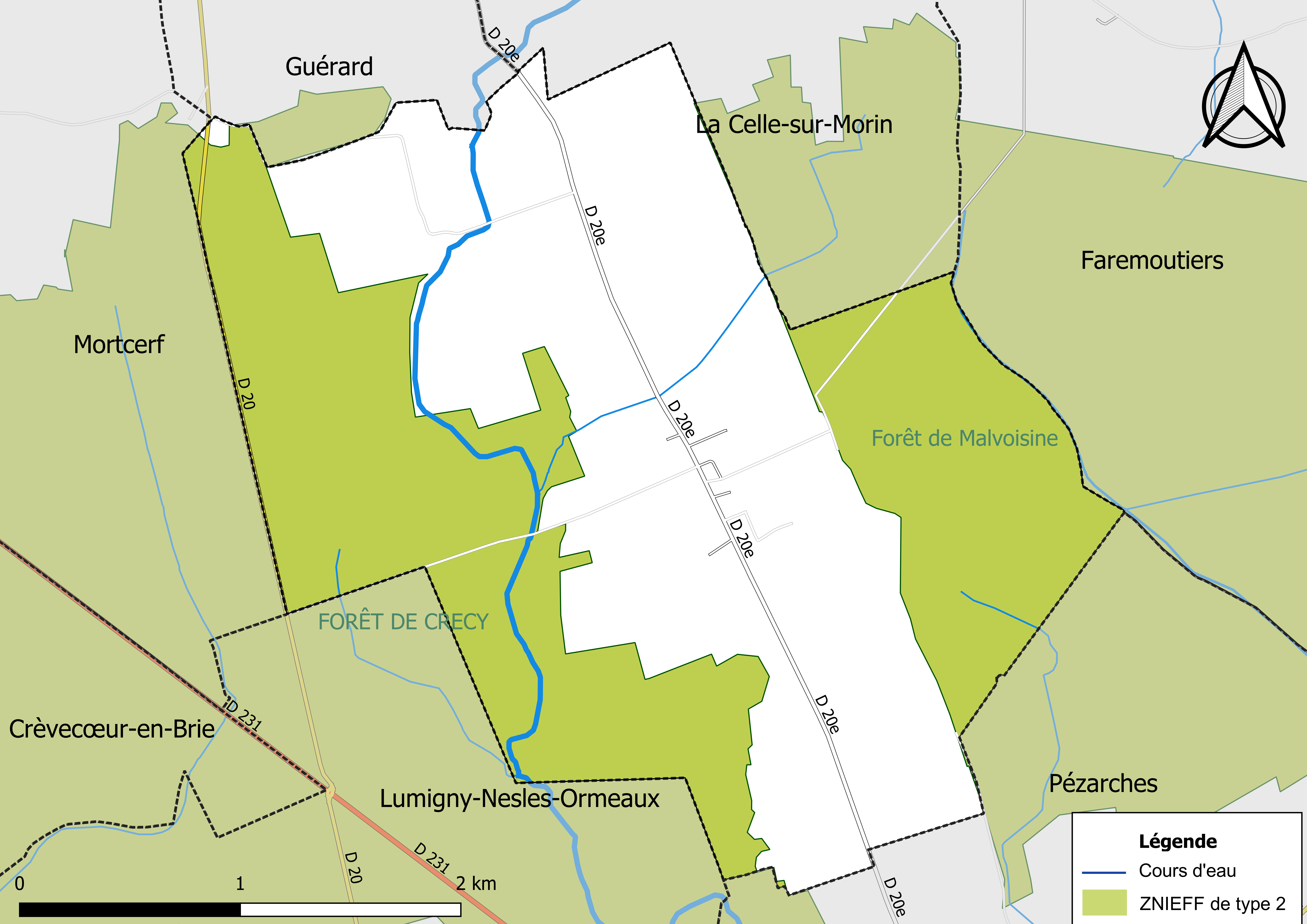
Carte des ZNIEFF de type 2 localisées sur la commune.

L’inventaire des zones naturelles d'intérêt écologique, faunistique et floristique (ZNIEFF) a pour objectif de réaliser une couverture des zones les plus intéressantes sur le plan écologique, essentiellement dans la perspective d’améliorer la connaissance du patrimoine naturel national et de fournir aux différents décideurs un outil d’aide à la prise en compte de l’environnement dans l’aménagement du territoire.
Le territoire communal d'Hautefeuille comprend deux ZNIEFF de type 2,, :
- la « Forêt de Crécy » (6 897,74 ha), couvrant 17 communes du département[24] ;
- la « Forêt de Malvoisine » (994,15 ha), couvrant 5 communes du département[25].

## Urbanisme

### Typologie
Au 1er janvier 2024, Hautefeuille est catégorisée commune rurale à habitat dispersé, selon la nouvelle grille communale de densité à sept niveaux définie par l'Insee en 2022.
Elle est située hors unité urbaine. Par ailleurs la commune fait partie de l'aire d'attraction de Paris, dont elle est une commune de la couronne,. Cette aire regroupe 1 929 communes,.

### Lieux-dits et écarts
La commune compte 30 lieux-dits administratifs répertoriés dont Courtesoupe, Les Tournelles.
La population est concentrée dans le périmètre mairie - école - église.

### Occupation des sols
L'occupation des sols de la commune, telle qu'elle ressort de la base de données européenne d’occupation biophysique des sols Corine Land Cover (CLC), est marquée par l'importance des forêts et milieux semi-naturels (54,5 % en 2018), une proportion sensiblement équivalente à celle de 1990 (54,1 %). La répartition détaillée en 2018 est la suivante :
forêts (54,5%), terres arables (42,7%), zones urbanisées (2,8 %).
Parallèlement, L'Institut Paris Région, agence d'urbanisme de la région Île-de-France, a mis en place un inventaire numérique de l'occupation du sol de l'Île-de-France, dénommé le MOS (Mode d'occupation du sol), actualisé régulièrement depuis sa première édition en 1982. Réalisé à partir de photos aériennes, le Mos distingue les espaces naturels, agricoles et forestiers mais aussi les espaces urbains (habitat, infrastructures, équipements, activités économiques, etc.) selon une classification pouvant aller jusqu'à 81 postes, différente de celle de Corine Land Cover,,. L'Institut met également à disposition des outils permettant de visualiser par photo aérienne l'évolution de l'occupation des sols de la commune entre 1949 et 2018.

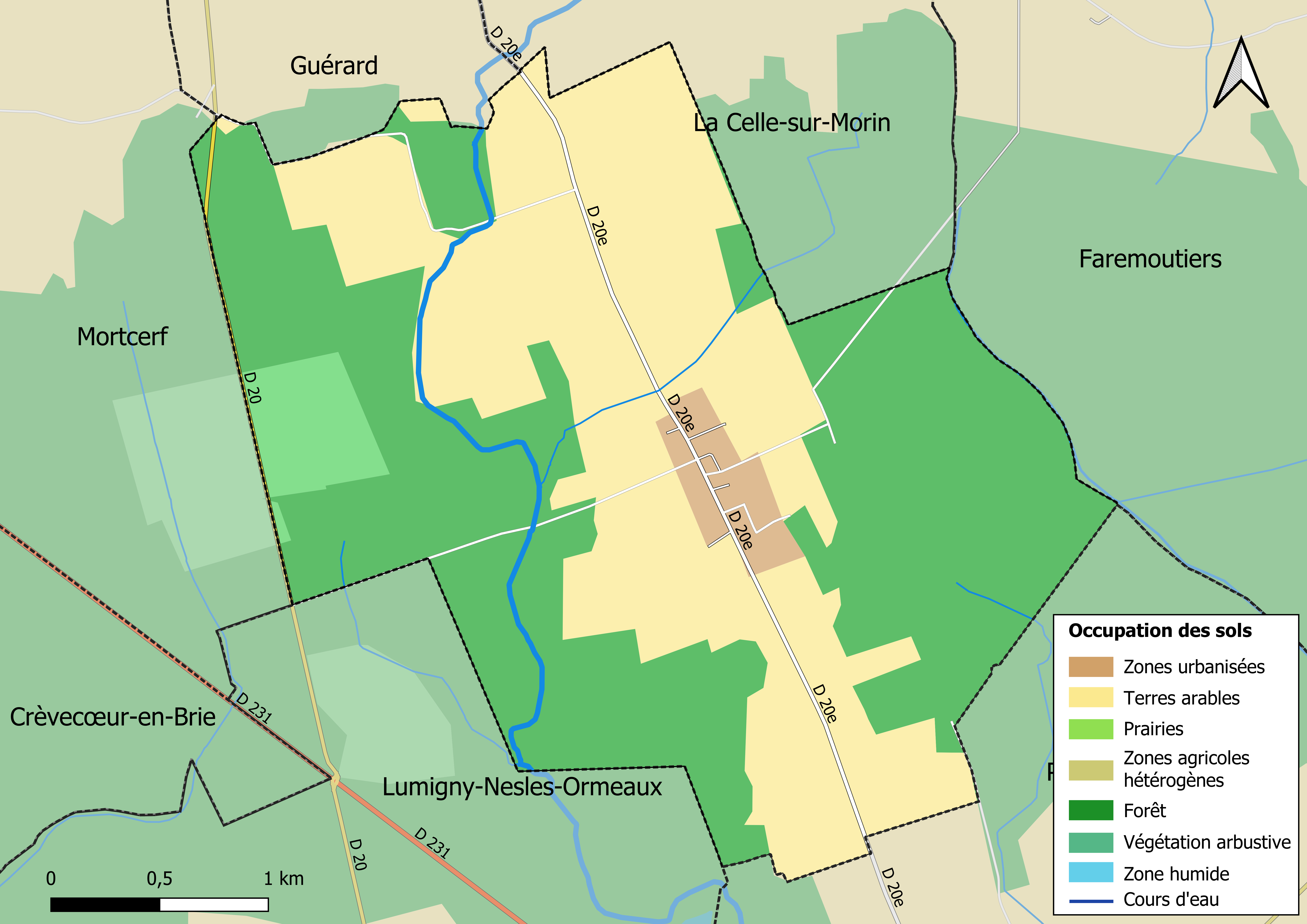
Carte des infrastructures et de l'occupation des sols en 2018 (CLC) de la commune.
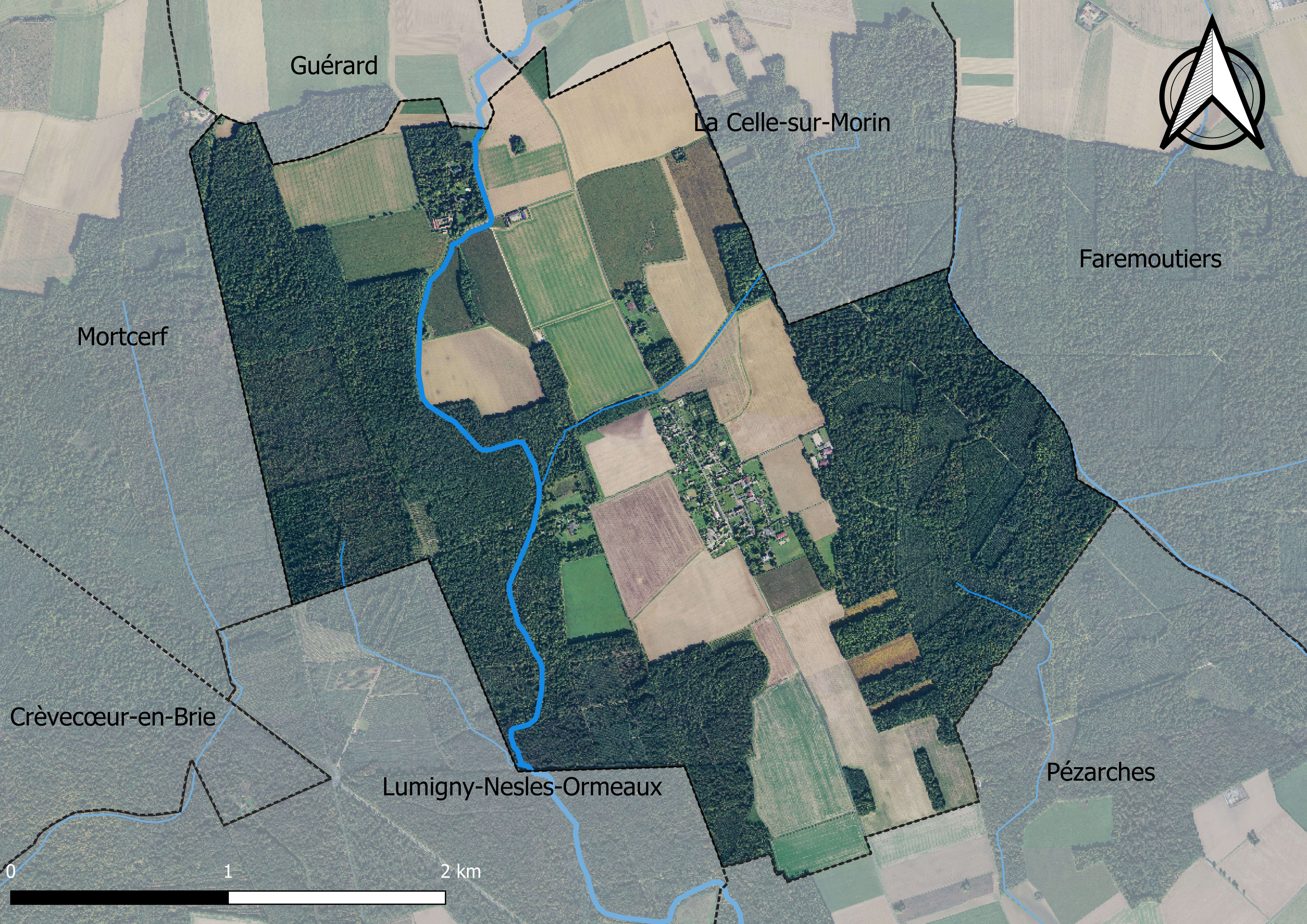
Carte orhophotogrammétrique de la commune.

### Planification
La loi SRU du 13 décembre 2000 a incité les communes à se regrouper au sein d’un établissement public, pour déterminer les partis d’aménagement de l’espace au sein d’un SCoT, un document d’orientation stratégique des politiques publiques à une grande échelle et à un horizon de 20 ans et s'imposant aux documents d'urbanisme locaux, les PLU (Plan local d'urbanisme). La commune est dans le territoire du SCOT du Bassin de vie de Coulommiers, approuvé le 11 juillet 2013 et porté par le syndicat intercommunal d’étude et de programmation (SIEP) de Coulommiers.
La commune disposait en 2019 d'un plan local d'urbanisme en révision. Le zonage réglementaire et le règlement associé peuvent être consultés sur le Géoportail de l'urbanisme.

### Logement
En 2017, le nombre total de logements dans la commune était de 82 dont 92,8 % de maisons et 3,6 % d'appartements.
Parmi ces logements, 77 % étaient des résidences principales, 8,5 % des résidences secondaires et 14,5 % des logements vacants.
La part des ménages fiscaux propriétaires de leur résidence principale s'élevait à 82,8 % contre 7,8 % de locataires et 9,4 % logés gratuitement.

### Voies de communication et transports

#### Voies de communication
On accède à la commune par l'autoroute A4, sortie no 13 en direction de Provins.

#### Transports
Les gares les plus proches sont celles de Mortcerf à 5 km., de Faremoutiers - Pommeuse, à 5 km., de Mauroux à 8 km., de Marles-en-Brie, à 8 km. et celle de Crécy-la-Chapelle, à 11 km, toutes desservies par le transilien P.

## Toponymie
Le nom de la localité est mentionné sous les formes Hautefeuille en 1325 ; Haultefeulle en 1612 ; Hautefeuille en Brie, en 1755.
Le nom de Hautefeuille viendrait du latin altus « haut » et folius « feuille » pris ici dans le sens de « haute feuillée », « branche d'arbre, feuillage », autrement dit un abri formé par le feuillage des arbres.

## Histoire
Le village de Hautefeuille est nommé en 1270 dans une sentence définissant les limites entre le Comté de Champagne et le domaine royal français. Il se trouve alors dans une « marche séparante » dans laquelle le comte et le roi ont chacun des droits de justice.
En 1285 le village est rattaché à la Couronne à la suite de l'accession au trône de Philippe IV le Bel qui avait épousé en 1284 Jeanne de Navarre héritière du royaume de Navarre et du comté de Champagne.
Près du village se trouvait une grange du nom de Rains, qui était un membre de la commanderie de Rigny.

## Politique et administration

### Rattachements administratifs et électoraux

#### Rattachements administratifs
La commune se trouve depuis 2017 dans l'arrondissement de Meaux du département de Seine-et-Marne. Elle relevait de 2006 à 2017 de l'arrondissement de Provins, et, antérieurement, de l'arrondissement de Melun,.
Elle faisait partie depuis 1801 du canton de Rozay-en-Brie. Dans le cadre du redécoupage cantonal de 2014 en France, cette circonscription administrative territoriale a disparu, et le canton n'est plus qu'une circonscription électorale.

#### Rattachements électoraux
Pour les élections départementales, la commune fait partie depuis 2014 du canton de Coulommiers.
Pour l'élection des députés, elle fait partie depuis 2012 de la quatrième circonscription de Seine-et-Marne.

### Intercommunalité
La commune était membre de la communauté de communes Avenir et développement du secteur des Trois Rivières, créée fin 1993.
Le 1er janvier 2013, celle-ci fusionne avec la communauté de communes de la Brie des Templiers pour former la communauté de communes du Pays de Coulommiers.
Dans le cadre des dispositions de la loi portant nouvelle organisation territoriale de la République (Loi NOTRe) du 7 août 2015, qui prévoit que les établissements publics de coopération intercommunale (EPCI) à fiscalité propre doivent avoir un minimum de 15 000 habitants (et 5 000 habitants en zone de montagnes), le schéma départemental de coopération intercommunale (SDCI) de Seine-et-Marne prescrit sa fusion avec la communauté de communes de la Brie des moulins.
La communauté d'agglomération Coulommiers Pays de Brie est ainsi créée le 1er janvier 2018, dont la commune est désormais membre.

### Liste des maires
| Période                                  | Période                       | Identité                       | Étiquette | Qualité                                          |
| ---------------------------------------- | ----------------------------- | ------------------------------ | --------- | ------------------------------------------------ |
| Les données manquantes sont à compléter. |                               |                                |           |                                                  |
| mai 1888                                 | avril 1906                    | Adrien Hallier                 |           | Entrepreneur en travaux publics Mort en fonction |
| juillet 1906                             | mai 1908                      | Jules Dietz-Monnin             |           |                                                  |
| Les données manquantes sont à compléter. |                               |                                |           |                                                  |
| 1978                                     | 1983                          | Pierre Souleil[réf. souhaitée] |           |                                                  |
| 1983                                     | 1999                          | Philippe Gigon[réf. souhaitée] |           |                                                  |
| juin 1999                                | En cours (au 2 décembre 2020) | Joël Chauvin                   |           | Horticulteur Réélu pour le mandat 2020-2026      |

## Équipements et services

### Eau et assainissement
L’organisation de la distribution de l’eau potable, de la collecte et du traitement des eaux usées et pluviales relève des communes. La loi NOTRe de 2015 a accru le rôle des EPCI à fiscalité propre en leur transférant cette compétence. Ce transfert devait en principe être effectif au 1er janvier 2020, mais la loi Ferrand-Fesneau du 3 août 2018 a introduit la possibilité d’un report de ce transfert au 1er janvier 2026,.

#### Assainissement des eaux usées
En 2020, la commune d'Hautefeuille ne dispose pas d'assainissement collectif,.
L’assainissement non collectif (ANC) désigne les installations individuelles de traitement des eaux domestiques qui ne sont pas desservies par un réseau public de collecte des eaux usées et qui doivent en conséquence traiter elles-mêmes leurs eaux usées avant de les rejeter dans le milieu naturel. La communauté d'agglomération Coulommiers Pays de Brie (CACPB)La commune assure le service public d'assainissement non collectif (SPANC), qui a pour mission de vérifier la bonne exécution des travaux de réalisation et de réhabilitation, ainsi que le bon fonctionnement et l’entretien des installations,.

#### Eau potable
En 2020, l'alimentation en eau potable est assurée par la commune qui en a délégué la gestion à l'entreprise Suez, dont le contrat expire le 30 novembre 2025,,.

## Population et société

### Démographie
L'évolution du nombre d'habitants est connue à travers les recensements de la population effectués dans la commune depuis 1793. Pour les communes de moins de 10 000 habitants, une enquête de recensement portant sur toute la population est réalisée tous les cinq ans, les populations de référence des années intermédiaires étant quant à elles estimées par interpolation ou extrapolation. Pour la commune, le premier recensement exhaustif entrant dans le cadre du nouveau dispositif a été réalisé en 2006.

En 2022, la commune comptait 254 habitants, en évolution de −1,55 % par rapport à 2016 (Seine-et-Marne : +3,92 %, France hors Mayotte : +2,11 %).
| 1793 | 1800 | 1806 | 1821 | 1831 | 1836 | 1841 | 1846 | 1851 |
| ---- | ---- | ---- | ---- | ---- | ---- | ---- | ---- | ---- |
| 127  | 132  | 105  | 110  | 107  | 133  | 126  | 97   | 103  |

| 1856 | 1861 | 1866 | 1872 | 1876 | 1881 | 1886 | 1891 | 1896 |
| ---- | ---- | ---- | ---- | ---- | ---- | ---- | ---- | ---- |
| 123  | 118  | 106  | 96   | 113  | 112  | 110  | 134  | 120  |

| 1901 | 1906 | 1911 | 1921 | 1926 | 1931 | 1936 | 1946 | 1954 |
| ---- | ---- | ---- | ---- | ---- | ---- | ---- | ---- | ---- |
| 95   | 113  | 91   | 111  | 109  | 106  | 84   | 82   | 83   |

| 1962 | 1968 | 1975 | 1982 | 1990 | 1999 | 2006 | 2011 | 2016 |
| ---- | ---- | ---- | ---- | ---- | ---- | ---- | ---- | ---- |
| 104  | 122  | 165  | 183  | 220  | 207  | 312  | 315  | 258  |

| 2021 | 2022 | - | - | - | - | - | - | - |
| ---- | ---- | - | - | - | - | - | - | - |
| 254  | 254  | - | - | - | - | - | - | - |

### Police - Gendarmerie
Hautefeuille dépend[Quand ?] de la brigade territoriale autonome de la gendarmerie nationale de Mortcerf[réf. nécessaire].

### Sapeurs-Pompiers
Hautefeuille dépend[Quand ?] du centre d'intervention et de secours de Faremoutiers[réf. nécessaire].

### Solidarité
- L'Institut des Tournelles, financé notamment par la Sécurité sociale et le ministère de la Justice, était spécialisé dans l'accueil des adolescents difficiles. Il a fermé le 15 juin 1999 dans le cadre d'un scandale de pédophilie[55],[56].

Un centre d'accueil de demandeurs d'asile géré par l'association Habitat et Soins a été ouvert en 2001 dans l'ancien hôtel du château des Tournelles.
- Le Domaine Emmanuel, ouvert en 1968[réf. nécessaire], est un ESAT géré par l'Association des établissements du Domaine Emmanuel (AEDE), qui constitue également un centre technique pour le sport adapté[58]. Il est le principal employeur privé de la commune avec 177 employés valides ou handicapés en 2020[59].

## Économie

### Revenus de la population et fiscalité
En 2019, le nombre de ménages fiscaux de la commune était de 71, représentant 178 personnes et la  médiane du revenu disponible par unité de consommation  de 27 310 euros.

### Emploi
En 2018, le nombre total d’emplois dans la zone était de 240, occupant 159 actifs  résidants (dont 54 % dans la commune de résidence et 46 % dans une commune autre que la commune de résidence).
Le taux d'activité de la population (actifs ayant un emploi) âgée de 15 à 64 ans s'élevait à 79,4 % contre un taux de chômage de 1,5 %.
Les 19,1 % d’inactifs se répartissent de la façon suivante : 6,5 % d’étudiants et stagiaires non rémunérés, 2,5 % de retraités ou préretraités et 10,1 % pour les autres inactifs.

### Secteurs d'activité

#### Entreprises et commerces
Au 31 décembre 2019, le nombre d’unités légales (activités marchandes hors agriculture) par secteur d'activité était de 13 dont 1 dans l’industrie manufacturière, industries extractives et autres, 4 dans la construction, 2 dans le commerce de gros et de détail, transports, hébergement et restauration, 1 dans les activités immobilières, 1 dans les activités spécialisées, scientifiques et techniques et activités de services administratifs et de soutien, 3 dans l’administration publique, enseignement, santé humaine et action sociale et 1 était relatif aux autres activités de services.
En 2021, 2 entreprises ont été créées sur le territoire de la commune, dont 1 individuelle.
Au 1er janvier 2022, la commune ne disposait pas d’hôtel et de terrain de camping.

#### Agriculture
Hautefeuille est dans la petite région agricole dénommée la « Brie boisée », une partie de la Brie autour de Tournan-en-Brie. En 2010, l'orientation technico-économique de l'agriculture sur la commune est la culture de céréales et d'oléoprotéagineux (COP).
Si la productivité agricole de la Seine-et-Marne se situe dans le peloton de tête des départements français, le département enregistre un double phénomène de disparition des terres cultivables (près de 2 000 ha par an dans les années 1980, moins dans les années 2000) et de réduction d'environ 30 % du nombre d'agriculteurs dans les années 2010. Cette tendance se retrouve au niveau de la commune où le nombre d’exploitations est passé de 4 en 1988 à 2 en 2010. Parallèlement, la taille de ces exploitations augmente, passant de 5 ha en 1988 à 104 ha en 2010.
Le tableau ci-dessous présente les principales caractéristiques des exploitations agricoles d'Hautefeuille, observées sur une période de 22 ans :
|                                      | 1988 | 2000 | 2010 |
| ------------------------------------ | ---- | ---- | ---- |
| Dimension économique,                |      |      |      |
| Nombre d’exploitations (u)           | 4    | 2    | 2    |
| Travail (UTA)                        | 14   | 3    | 3    |
| Surface agricole utilisée (ha)       | 20   | 2    | 208  |
| Cultures                             |      |      |      |
| Terres labourables (ha)              | s    | 0    | s    |
| Céréales (ha)                        | s    |      | s    |
| dont blé tendre (ha)                 | s    |      | s    |
| dont maïs-grain et maïs-semence (ha) | 0    |      | s    |
| Tournesol (ha)                       | 0    |      |      |
| Colza et navette (ha)                | 0    |      | s    |
| Élevage                              |      |      |      |
| Cheptel (UGBTA)                      | 4    | 3    | 0    |

## Culture locale et patrimoine

### Monuments et lieux remarquables
La commune compte un monument répertorié à l'inventaire des monuments historiques (Base Mérimée) :
- Château des Tournelles[69].

### Autres lieux et monuments
Dans ce village le patrimoine religieux et le patrimoine civil ne font qu'un.
Ils forment un ensemble d'un seul tenant qui regroupe la mairie, l'école, le cimetière et l'église. Celle-ci est sous le vocable de saint Éloi. L'église a la particularité d'être le seul simultaneum de l'Île-de-France, dans ce terroir de la Brie protestante. La mairie et l'ancienne école sont l'ancien presbytère. Une petite cloche datant de 1740 est accrochée sur le mur reliant l'école à l'église.

### Personnalités liées à la commune
- Adrien Hallier (1840-1906), entrepreneur en travaux publics français, maire de 1888 jusqu'à sa mort.

### Héraldique
| Blason de Hautefeuille | Blason  | Écartelé: aux 1er et 4e de gueules à la forêt d'argent terrassée du même, au 2e d'azur à l'épée basse d'or accolée de deux croissants adossés du même, au 3e d'azur à la hache contournée d'or. |
| Blason de Hautefeuille | Détails | Le statut officiel du blason reste à déterminer. |